# فومن
فومن هي مدينة إيرانية تقع في غيلان.
يبلغ عدد سكانها 27,763 حسب احصاء عام 2006 م.

## معرض صور

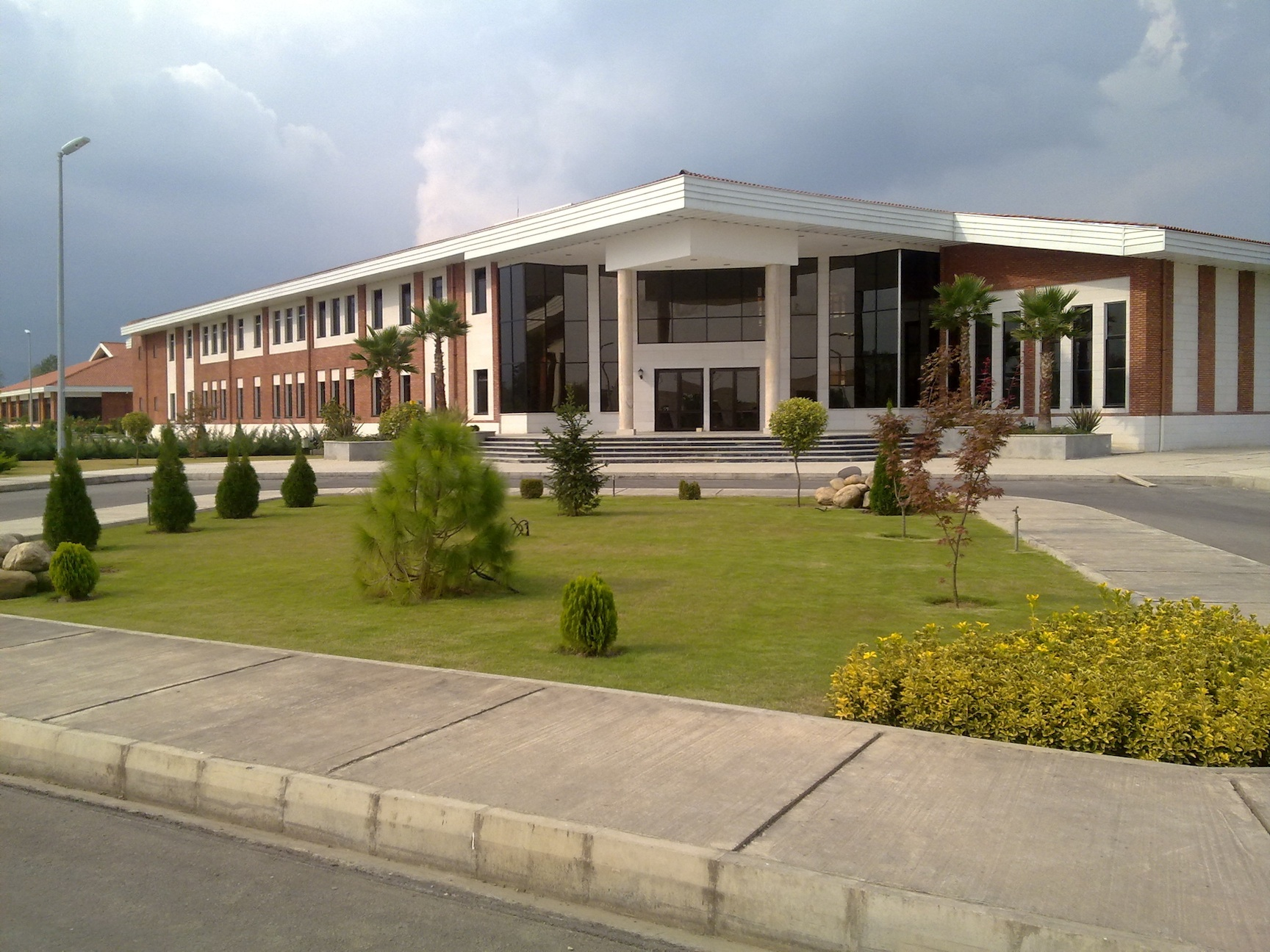
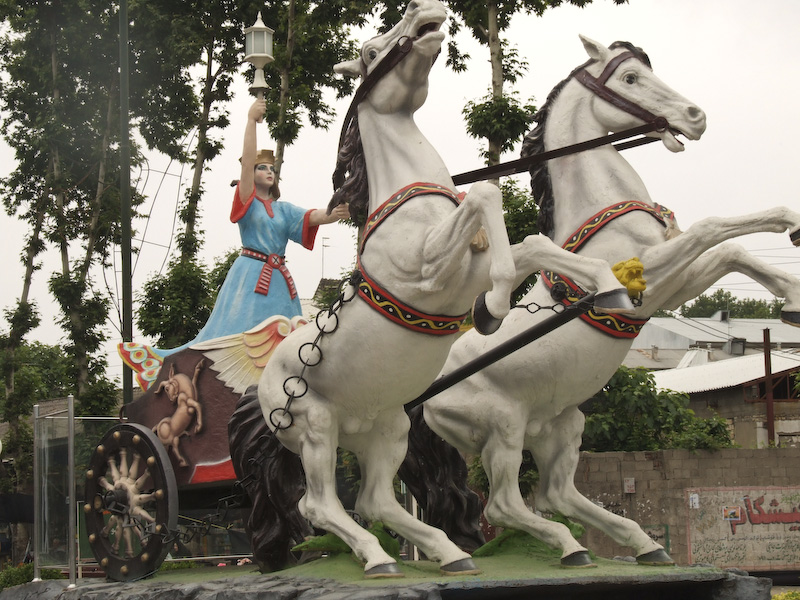
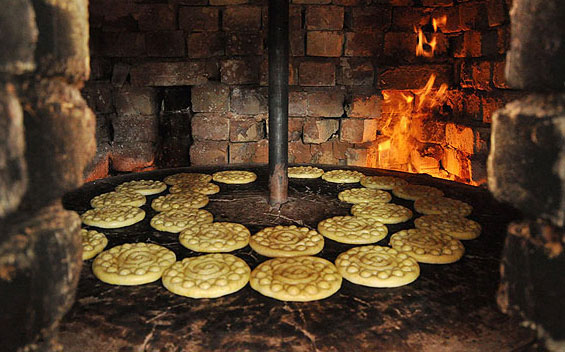
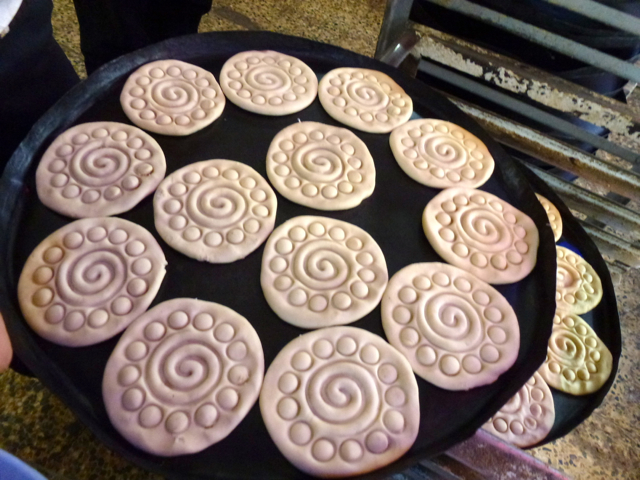
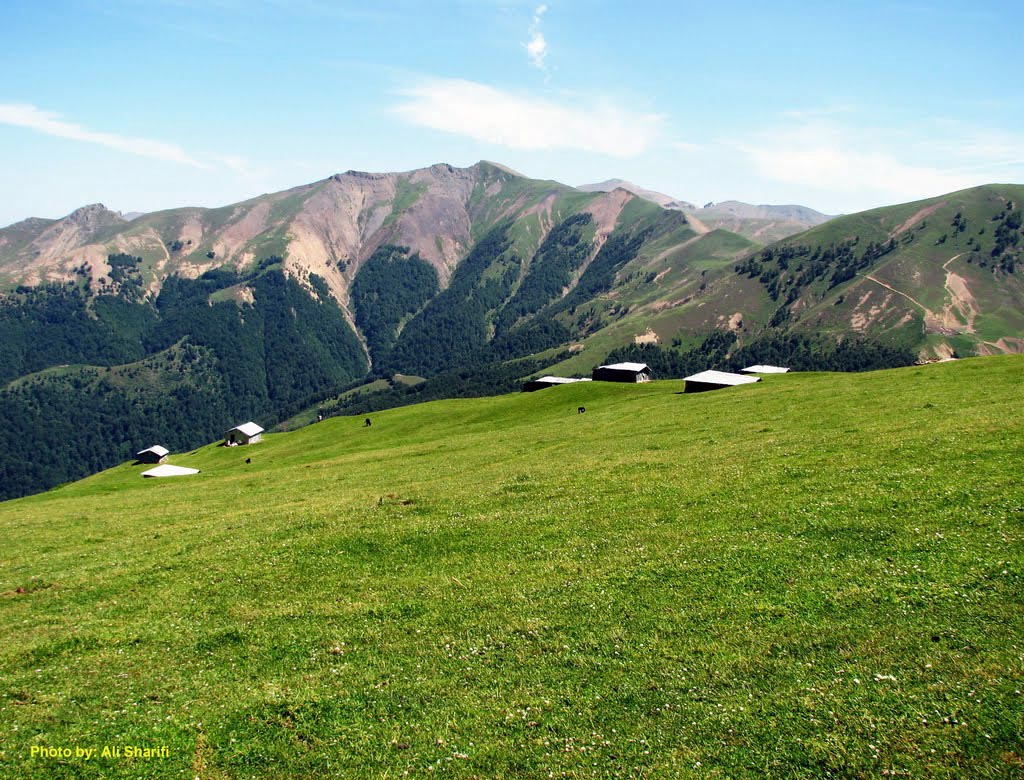

## أعلام
- محمد تقي بهجت الفومني